# Hwardziejskaja
Hwardziejskaja (biał. Гвардзейская; ros. Гвардейская, Gwardiejskaja) – wieś na Białorusi, w obwodzie witebskim, w rejonie miorskim, w sielsowiecie Uźmiony.
Do 1964 roku wieś nosiła nazwę Kukisze (biał. Кукішы, Kukiszy; ros. Кукиши, Kukiszy).

## Historia
Pod koniec XIX wieku wieś leżała w gminie Leonpol, w powiecie dziśnieńskim, w guberni wileńskiej Imperium Rosyjskiego.
W latach 1921–1945 wieś a następnie kolonia leżała w Polsce, w województwie wileńskim, w powiecie dziśnieńskim (od 1926 w powiecie brasławskim), w gminie Leonpol.
Według Powszechnego Spisu Ludności z 1921 roku zamieszkiwało tu 48 osób, 3 były wyznania rzymskokatolickiego a 45 prawosławnego. Jednocześnie wszysycy mieszkańcy zadeklarowali białoruską przynależność narodową. Było tu 9 budynków mieszkalnych. W 1931 w 9 domach zamieszkiwało 47 osób.
Wierni należeli do parafii rzymskokatolickiej i prawosławnej w Leonpolu. Miejscowość podlegała pod Sąd Grodzki w Drui i Okręgowy w Wilnie; właściwy urząd pocztowy mieścił się w Leonpolu.
W wyniku napaści ZSRR na Polskę we wrześniu 1939 miejscowość znalazła się pod okupacją sowiecką. 2 listopada została włączona do Białoruskiej SRR. Od czerwca 1941 roku pod okupacją niemiecką. W 1944 miejscowość została ponownie zajęta przez wojska sowieckie i włączona do Białoruskiej SRR.
Od 1991 w składzie niepodległej Białorusi.